# Ugo Speroni
Ugo Speroni da Piacenza (* im 12. Jahrhundert in Piacenza; † im 12. Jahrhundert) war ein italienischer Jurist, Laientheologe und Begründer der Häresie-Bewegung der Speronisten.

## Wirken in Piacenza
Speroni war ein Laie, hatte aber als Jurist Hochschulbildung (Artes Liberales, Jura-Studium) an der Universität Bologna absolviert.
In den Jahren 1164, 1165 und 1171 war er console von Piacenza, und stand somit der Stadtverwaltung vor. Die zweite Hälfte des 12. Jahrhunderts war eine Zeit weitverbreiteter Papst- und Kirchenkritik und die Blütezeit diverser Häresiebewegungen. Die wachsende Einflussnahme des Papstes zeigte sich etwa im Konflikt um die Rechte am Kloster Santa Giuliana in Piacenza, in dem Speroni die Interessen der Stadt vertrat. Möglicherweise war dies ein Anlass für die Begründung einer gegen die Autorität der Kirche gerichteten religiösen Laienbewegung.

## Gründung der Speronisten
1177 begründete er eine radikal antiklerikale Häresiebewegung. Er und seine Anhänger lehnten die Existenz einer Priesterschaft sowie sämtlicher Sakramente und liturgischer Formalitäten ab.
Als vergeistigte Sekte stand eine Art Innere Taufe im Mittelpunkt ihrer Glaubenspraxis. Für diese waren keinerlei Formalitäten oder äußere Werke vonnöten, sondern allein die Hingabe an Gott. Die Speronisten sahen sich selbst als im Einklang mit dem Wort Gottes und im Besitz des Heiligen Geistes an. Daher genügte eine geistige Hinwendung zum Speronismus – Askese, Sittengebote oder Angriffe auf die Mehrheitskirche waren unnötig. Anhänger durften sogar äußerlich an der verpönten römisch-katholischen Messe teilnehmen, während innerlich ihr Geist im für sie wahren Glauben wandelte.
Speroni vertrat eine Art Prädestinationslehre und lehnte die theologischen Konzepte von Werkgerechtigkeit und Erbsünde ab. Seiner Soteriologie zufolge gibt es Vorherbestimmte (zur Erlösung Prädestinierte) und Vorherbekannte (zur Verdammnis Prädestinierte). Der sittliche Lebenswandel hat keinen Einfluss darauf. Durch diese Vernachlässigung der Sittlichkeit hoben sich die Speronisten von den meisten mittelalterlichen Häresien ab, die in der Regel nach einem sittlich reinen apostolischen Lebenswandel strebten.